# 2021년 CONCACAF 골드컵 예선

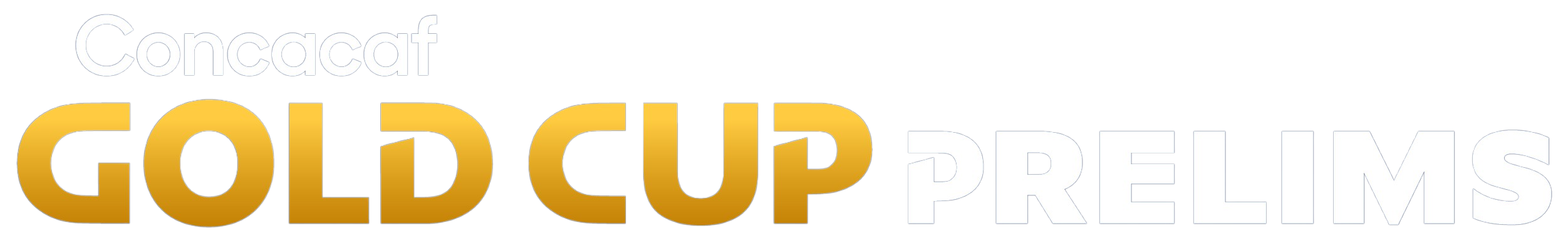

2021년 CONCACAF 골드컵 예선은 2021년 7월 2일부터 7월 6일까지 미국 포트로더데일에 위치한 인터 마이애미 CF 스타디움에서 열렸으며 2019-20년 CONCACAF 네이션스리그 본선과 연계하여 진행되었다.

## 참가 팀
- 쿠바 (리그 A A조 3위)
- 버뮤다 (리그 A B조 3위)
- 트리니다드 토바고 (리그 A C조 3위)
- 아이티 (리그 A D조 3위)
- 프랑스령 기아나 (리그 B A조 2위)
- 몬트세랫 (리그 B B조 2위)
- 가이아나 (리그 B C조 2위)
- 세인트빈센트 그레나딘 (리그 B D조 2위)
- 바베이도스 (리그 C A조 1위)
- 바하마 (리그 C B조 1위)
- 과테말라 (리그 C C조 1위)
- 과들루프 (리그 C D조 1위)

## 원래 계획된 진행 방식

### 추첨
2021년 CONCACAF 골드컵 예선 추첨은 2019년 12월 11일에 미국 플로리다주 마이애미에서 진행되었다. 추첨 진행을 위해 포트 3개가 준비되었는데 포트 A에는 리그 A 출신 팀이, 포트 B에는 리그 B 출신 팀이, 포트 C에는 리그 C 출신 팀이 편성되었다.
1차 예선 추첨 과정에서는 포트 C에 속한 팀들을 가장 먼저 뽑힌 순서대로 추첨하였다. 뒤를 이어 포트 B에 속한 팀들을 가장 먼저 뽑힌 순서대로 추첨하여 대진을 완성하였다. 2차 예선 추첨 과정에서는 포트 A에 속한 팀들을 가장 먼저 뽑힌 순서대로 추첨하여 1차 예선 승자와의 대진을 완성하였다. 2021년 CONCACAF 골드컵 예선 추첨 결과는 다음과 같이 결정되었다.
| 1차 예선 | 1차 예선        | 1차 예선              | 2차 예선 | 2차 예선               | 2차 예선          |
| 경기     | 1번 팀 (리그 C) | 2번 팀 (리그 B)       | 경기     | 1번 팀 (1차 예선 승자) | 2번 팀 (리그 A)   |
| -------- | --------------- | --------------------- | -------- | ---------------------- | ----------------- |
| 1번 경기 | 과들루프        | 세인트빈센트 그레나딘 | 5번 경기 | 1번 경기 승자          | 아이티            |
| 2번 경기 | 바베이도스      | 가이아나              | 6번 경기 | 2번 경기 승자          | 트리니다드 토바고 |
| 3번 경기 | 바하마          | 프랑스령 기아나       | 7번 경기 | 3번 경기 승자          | 버뮤다            |
| 4번 경기 | 과테말라        | 몬트세랫              | 8번 경기 | 4번 경기 승자          | 쿠바              |

### 일정
2021년 CONCACAF 골드컵 예선 1라운드는 원래 1차전은 2020년 3월 26일에, 2차전은 2020년 3월 31일에 열릴 예정이었다. 2라운드는 원래 2020년 6월 1일부터 6월 9일까지 열릴 예정이었다. 그러나 북중미카리브 축구 연맹(CONCACAF)는 2020년 3월 13일에 공개된 공식 성명을 통해 코로나19 범유행의 여파를 고려하여 2021년 CONCACAF 골드컵 예선 일정을 연기한다고 결정했다.

## 새로운 진행 방식
북중미카리브 축구 연맹(CONCACAF)은 2020년 7월 27일에 공개된 공식 성명을 통해 2021년 CONCACAF 골드컵 조별 예선에 앞서 미국에서 12개 팀이 참가하는 예선 라운드 경기가 진행된다고 밝혔다. 북중미카리브 축구 연맹은 2020년 9월 2일에 새로운 예선 진행 방식과 경기 일정을 공개했다. 카타르가 2021년 CONCACAF 골드컵에서 초청 팀 자격으로 참가함에 따라 2021년 CONCACAF 골드컵 예선을 통해 본선에 진출하는 팀 또한 3개로 줄어들었다.
2021년 CONCACAF 골드컵 예선은 2라운드에 걸쳐 진행되는데 12개 팀이 6개 대진으로 나누어 단판 승부 형식의 경기를 치른다. 예선 2라운드에서 승리한 3개 팀은 2021년 CONCACAF 골드컵 본선에 진출한다.

### 추첨
2021년 CONCACAF 골드컵 예선 추첨은 2020년 9월 28일에 미국 플로리다주 마이애미에서 2021년 CONCACAF 골드컵 본선 조 추첨과 함께 진행되었다. 예선에 참가한 팀들의 시드는 2020년 8월에 공개된 CONCACAF 계수를 기준으로 하여 배정되었다.
| 시드 배정 팀                                                                                   | 포트 1 |
| ---------------------------------------------------------------------------------------------- | --- |
| 아이티 (7위) 과테말라 (9위) 트리니다드 토바고 (12위) 쿠바 (14위) 과들루프 (16위) 버뮤다 (17위) | 프랑스령 기아나 (18위) 가이아나 (19위) 세인트빈센트 그레나딘 (23위) 바베이도스 (29위) 몬트세랫 (30위) 바하마 (33위) |

## 대진표
|  | 준결승전                      | 준결승전 |                               |   | 결승전 | 결승전 |
|  |                               |          |                               |   |        |        |
|  | 2021년 7월 2일 - 포트로더데일 |          |                               |   |        |        |
|  |                               |          |                               |   |        |        |
|  | 아이티                        | 6        |                               |   |        |        |
|  | 아이티                        | 6        | 2021년 7월 6일 - 포트로더데일 |   |        |        |
|  | 세인트빈센트 그레나딘         | 1        |                               |   |        |        |
|  | 세인트빈센트 그레나딘         | 1        | 아이티                        | 4 |        |        |
|  | 2021년 7월 2일 - 포트로더데일 |          | 아이티                        | 4 |        |        |
|  |                               | 버뮤다   | 1                             |   |        |        |
|  | 버뮤다                        | 버뮤다   | 1                             | 8 |        |        |
|  | 버뮤다                        |          |                               | 8 |        |        |
|  | 바베이도스                    | 1        |                               |   |        |        |
|  | 바베이도스                    | 1        |                               |   |        |        |

|  | 준결승전                      | 준결승전            |                               |       | 결승전 | 결승전 |
|  |                               |                     |                               |       |        |        |
|  | 2021년 7월 2일 - 포트로더데일 |                     |                               |       |        |        |
|  |                               |                     |                               |       |        |        |
|  | 과테말라                      | 4                   |                               |       |        |        |
|  | 과테말라                      | 4                   | 2021년 7월 6일 - 포트로더데일 |       |        |        |
|  | 가이아나                      | 0                   |                               |       |        |        |
|  | 가이아나                      | 0                   | 과테말라                      | 1 (9) |        |        |
|  | 2021년 7월 2일 - 포트로더데일 |                     | 과테말라                      | 1 (9) |        |        |
|  |                               | 과들루프 (승부차기) | 1 (10)                        |       |        |        |
|  | 과들루프                      | 과들루프 (승부차기) | 1 (10)                        | 2     |        |        |
|  | 과들루프                      |                     |                               | 2     |        |        |
|  | 바하마                        | 0                   |                               |       |        |        |
|  | 바하마                        | 0                   |                               |       |        |        |

|  | 준결승전                      | 준결승전        |                               |       | 결승전 | 결승전 |
|  |                               |                 |                               |       |        |        |
|  | 2021년 7월 2일 - 포트로더데일 |                 |                               |       |        |        |
|  |                               |                 |                               |       |        |        |
|  | 트리니다드 토바고             | 6               |                               |       |        |        |
|  | 트리니다드 토바고             | 6               | 2021년 7월 6일 - 포트로더데일 |       |        |        |
|  | 몬트세랫                      | 1               |                               |       |        |        |
|  | 몬트세랫                      | 1               | 트리니다드 토바고 (승부차기)  | 1 (8) |        |        |
|  | 2021년 7월 2일 - 포트로더데일 |                 | 트리니다드 토바고 (승부차기)  | 1 (8) |        |        |
|  |                               | 프랑스령 기아나 | 1 (7)                         |       |        |        |
|  | 쿠바                          | 프랑스령 기아나 | 1 (7)                         | 0     |        |        |
|  | 쿠바                          |                 |                               | 0     |        |        |
|  | 프랑스령 기아나 (몰수)        | 3               |                               |       |        |        |
|  | 프랑스령 기아나 (몰수)        | 3               |                               |       |        |        |

## 1라운드
| 팀 1              | 결과         | 팀 2                  |
| ----------------- | ------------ | --------------------- |
| 아이티            | 6 – 1        | 세인트빈센트 그레나딘 |
| 과테말라          | 4 – 0        | 가이아나              |
| 트리니다드 토바고 | 6 – 1        | 몬트세랫              |
| 쿠바              | 0 – 3 (몰수) | 프랑스령 기아나       |
| 과들루프          | 2 – 0        | 바하마                |
| 버뮤다            | 8 – 1        | 바베이도스            |

| 아이티 | 6 – 1 | 세인트빈센트 그레나딘 |
| ------ | ----- | --------------------- |
|        |       |                       |

| 과테말라 | 4 – 0 | 가이아나 |
| -------- | ----- | -------- |
|          |       |          |

| 트리니다드 토바고 | 6 – 1 | 몬트세랫 |
| ----------------- | ----- | -------- |
|                   |       |          |

| 쿠바 | 0 – 3 (몰수) | 프랑스령 기아나 |
| ---- | ------------ | --------------- |
|      |              |                 |

| 과들루프 | 2 – 0 | 바하마 |
| -------- | ----- | ------ |
|          |       |        |

| 버뮤다 | 8 – 1 | 바베이도스 |
| ------ | ----- | ---------- |
|        |       |            |

## 2라운드
| 팀 1              | 결과                    | 팀 2            |
| ----------------- | ----------------------- | --------------- |
| 아이티            | 4 – 1                   | 버뮤다          |
| 과테말라          | 1 – 1 (승부차기 9 – 10) | 과들루프        |
| 트리니다드 토바고 | 1 – 1 (승부차기 8 – 7)  | 프랑스령 기아나 |

| 아이티 | 4 – 1 | 버뮤다 |
| ------ | ----- | ------ |
|        |       |        |

| 과테말라 | 1 – 1 (승부차기 9 – 10) | 과들루프 |
| -------- | ----------------------- | -------- |
|          |                         |          |

| 트리니다드 토바고 | 1 – 1 (승부차기 8 – 7) | 프랑스령 기아나 |
| ----------------- | ---------------------- | --------------- |
|                   |                        |                 |

## 패배한 팀들의 순위
북중미카리브 축구 연맹(CONCACAF)는 2021년 7월 9일에 퀴라소 축구 연맹이 퀴라소 축구 국가대표팀에서 코로나바이러스감염증-19 확진 사례가 속출함에 따라 불참을 결정했다고 밝혔다. 이에 따라 북중미카리브 축구 연맹은 2021년 CONCACAF 골드컵 예선에서 패배한 팀들 가운데 성적이 가장 높은 팀에게 출전권을 주기로 결정했다. 이에 따라 과테말라가 본선에 대신 진출하게 되었다.
| 팀                    | 경기 | 승 | 무 | 패 | 득 | 실 | 차 | 승점 | 결과      |
| --------------------- | ---- | -- | -- | -- | -- | -- | -- | ---- | --------- |
| 과테말라              | 2    | 1  | 1  | 0  | 5  | 1  | +4 | 4    | 본선 진출 |
| 프랑스령 기아나       | 2    | 1  | 1  | 0  | 4  | 1  | +3 | 4    | 예선 탈락 |
| 버뮤다                | 2    | 1  | 0  | 1  | 7  | 5  | +2 | 3    | 예선 탈락 |
| 바하마                | 1    | 0  | 0  | 1  | 0  | 2  | -2 | 0    | 예선 탈락 |
| 쿠바                  | 1    | 0  | 0  | 1  | 0  | 3  | -3 | 0    | 예선 탈락 |
| 가이아나              | 1    | 0  | 0  | 1  | 0  | 4  | -4 | 0    | 예선 탈락 |
| 몬트세랫              | 1    | 0  | 0  | 1  | 1  | 6  | -5 | 0    | 예선 탈락 |
| 세인트빈센트 그레나딘 | 1    | 0  | 0  | 1  | 1  | 6  | -5 | 0    | 예선 탈락 |
| 바베이도스            | 1    | 0  | 0  | 1  | 1  | 8  | -7 | 0    | 예선 탈락 |

### 내용주
1. ↑  쿠바가 코로나19 범유행과 관련된 여행 및 비자 문제로 인하여 불참함에 따라 취소되었다. 이에 따라 해당 경기는 프랑스령 기아나의 3-0 승리로 처리되었다.[1][2]

### 참고주
1. ↑  “Concacaf Statement regarding the Cuban National Team”. 《CONCACAF》. 2021년 7월 3일. 2021년 7월 3일에 확인함.
2. ↑  “Concacaf Statement – Cuba forfeit of Gold Cup Preliminary Round match”. 《CONCACAF》. 2021년 7월 8일. 2021년 7월 8일에 확인함.
3. ↑  “Concacaf Statement – Curacao Delegation at 2021 Gold Cup”. 《CONCACAF》. 2021년 7월 9일. 2021년 7월 9일에 확인함.
4. ↑  “[오피셜] 히딩크-클루이베르트가 이끄는 퀴라소, 북중미 골드컵 불참”. 《엑스포츠뉴스》. 2021년 7월 10일. 2021년 7월 10일에 확인함.